# Euphorbia nephradenia
Euphorbia nephradenia är en törelväxtart som beskrevs av Rupert Charles Barneby. Euphorbia nephradenia ingår i släktet törlar, och familjen törelväxter. Inga underarter finns listade i Catalogue of Life.